# ドラゴン (宇宙船)
ドラゴン（英語: Dragon）は、アメリカの民間宇宙企業スペースX社により開発された無人宇宙船である。アメリカ航空宇宙局 (NASA) との商業軌道輸送サービス (COTS) の契約により開発され、国際宇宙ステーション (ISS) への物資補給に用いられた。同じくスペースX社が開発したファルコン9ロケットにより打ち上げられた。2010年12月に初の試験飛行を行い、軌道を2周したのち帰還し、商業的に開発され運用された民間宇宙機としては史上初となる回収に成功した。2012年5月には、同様に民間機としては史上初となるISSへのドッキングにも成功している。2020年4月に最後のミッションを終え、後継機となるドラゴン2にその役目を引き継いだ。
ドラゴンの名前は、ピーター・ポール&マリーの楽曲"Puff The Magic Dragon"（日本では「パフ」のタイトルで童謡として知られており、同曲を元にした絵本「魔法のドラゴン パフ」も出版されている）に由来している。イーロン・マスクが2002年にスペースX社を設立した際、多くの批評家はこの宇宙船の構想を実現不能なアイディアだと考えていた。そこでイーロンは、このフィクションに出てくるドラゴンを宇宙船の名前に付けたと語っている。

## 形状

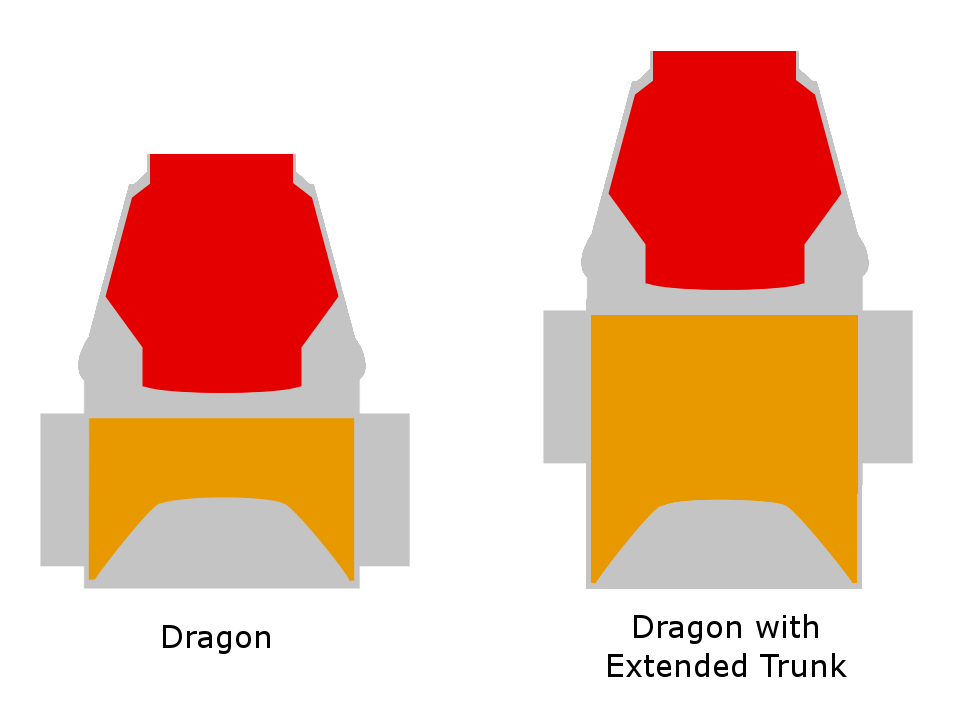
与圧カプセル（赤）と非与圧トランク（オレンジ）。右は非与圧トランクを拡張した構成

ドラゴンは、円錐型の与圧カプセルとその後部に接続される円柱状の非与圧トランクから成る。与圧カプセルの先端部のノーズコーンは、打上げ後に大気圏を通過して十分な高度に達した時点で分離し、ISSとのドッキングのための共通結合機構を露出させる。その後ドラゴンは、こうのとり（宇宙ステーション補給機HTV）と同様、グローバル・ポジショニング・システム (GPS) やTDRSを用い、ISSに自動でランデブーした後、カナダアーム2によってハーモニー（ノード2）の共通結合機構 (CBM) に結合される。ドラゴンは大気圏再突入能力を備え、実験試料の回収にも使用できる。
ドラゴンの耐熱シールドは、月と火星からの帰還時の大気圏再突入速度にも耐えられるよう設計されている。開発費はNASAの商業軌道輸送サービス計画の予算の一部から拠出されている。
有人飛行にも対応するドラゴン2と呼ばれる後継機では、ロボットアームを使ってCBMへ結合するのではなく、ISSの正面のシャトルがドッキングしていたPMA-2に、新たな国際ドッキング機構を取り付け、そこにドッキングする方式が取られている。

## 開発

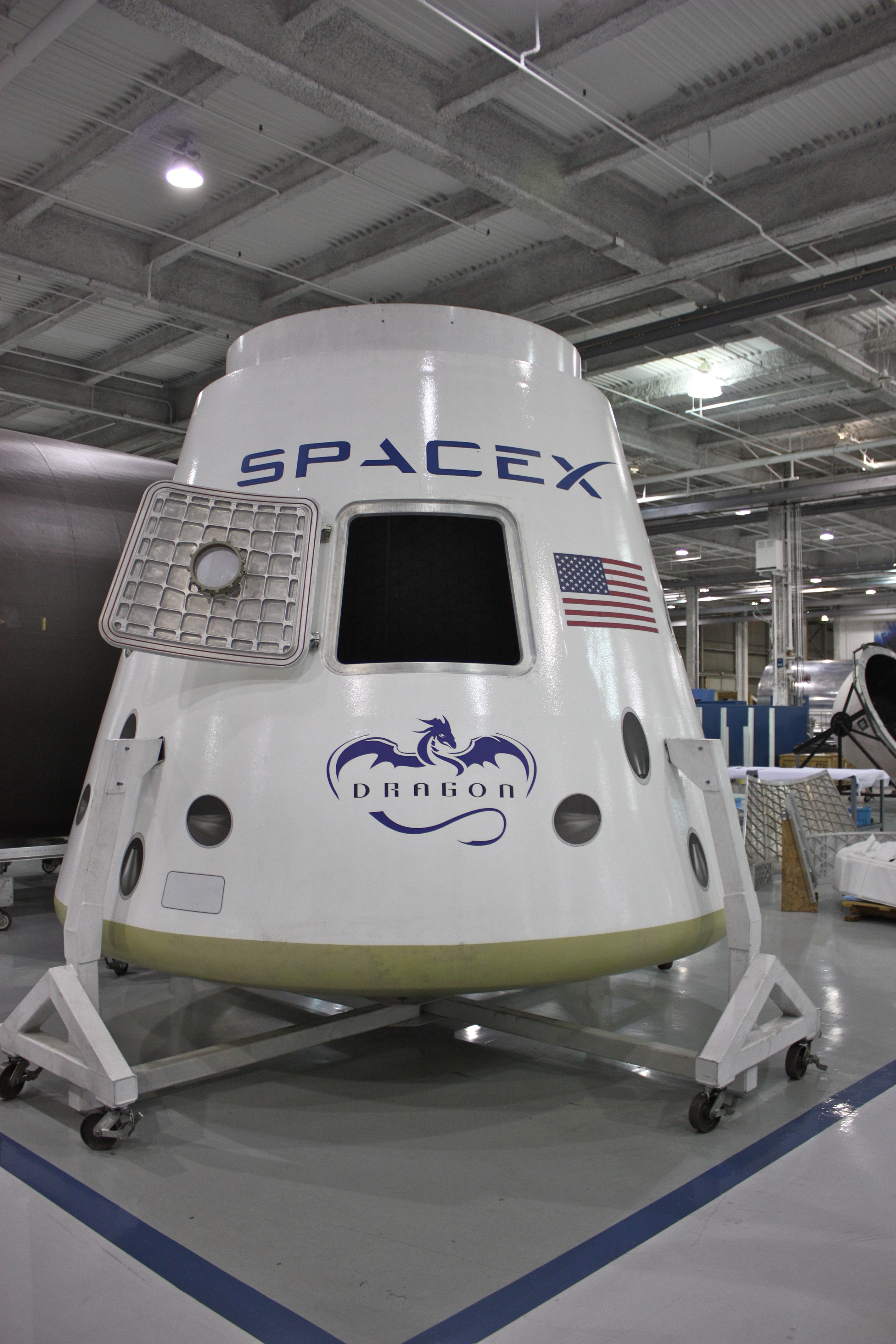
ドラゴンのエンジニアリングモデル（2010年）

2009年、スペースX社の最高経営責任者イーロン・マスクは、スペースシャトルの最後の飛行スケジュールの前、2009年にドラゴン宇宙機の最初の飛行を行い、2010年にドラゴンのサービスを始めると述べた。ファルコン9の2段目の試験の完了に続き、2010年1月の終わりには、全てのコンポーネントがケープカナベラル基地にあるスペースX社のハンガーに運び込まれた。2010年3月11日、1段目に搭載されるマーリンエンジンの発射台における試験は、点火2秒前に点火システムに問題が発生し、試験を中止した。2日後の3月13日に再度試験を行い、1段目の9基のエンジンすべてが3.5秒間燃焼し、完璧に成功した。
2009年2月23日、スペースX社は、ドラゴン宇宙船の大気圏再突入のための素材の試験に成功したと発表した。この素材は、耐熱シールド材にPICA-X（フェノール樹脂を含侵させた炭素繊維からなる耐熱材）を選んだものであった。PICA-Xは、NASAが開発したPICA (phenolic impregnated carbon ablator) を改良したもので、NASAのPICAと比べても10分の1のコストで製造できる。
当初、ドラゴン宇宙機の最初の打上げは、ファルコン9ロケットの2回目の飛行で行われる計画であった。しかし2009年の9月、ドラゴン宇宙機の簡易モデルをファルコン9の最初の打上げで飛行させるという発表がなされた。このドラゴンの簡易モデルはドラゴン宇宙船の認定モデルと呼ばれ、カプセルの幾つかのシステムを検証するための地上試験用の模型として使用されていたものである。この最初の飛行では上昇中の空気力学データを取得し伝送することを主目的とした。
内部が与圧された宇宙機としてのドラゴン宇宙船の初飛行は、2010年12月8日にファルコン9ロケットの2回目の打上げ時に行われた。
ドラゴンのドッキング目標システムはドラゴンアイ (DragonEye) と呼ばれる。これは2009年のスペースシャトル・エンデバーによるSTS-127ミッションにおいてドッキングポートの近くに設置され、シャトルがISSに接近する際に試験が行われた。この際にはドラゴンアイのLIDARとサーモグラフィーの2つの装置の能力確認に成功した。ドラゴンアイは、2011年2月のSTS-133でも再び試験が行われた。
ドラゴンの有人飛行ミッションの準備のため、スペースX社は2009年夏に、元宇宙飛行士のケネス・バウアーソックスを雇用した。彼は新しく創設された宇宙飛行士の安全およびミッション保障部門の部長 (vice president) として勤務した。
2010年11月22日、NASAの発表によれば、連邦航空局 (FAA) はドラゴンに対し、商業用の宇宙船としては初めてとなる大気圏再突入の免許を交付した。

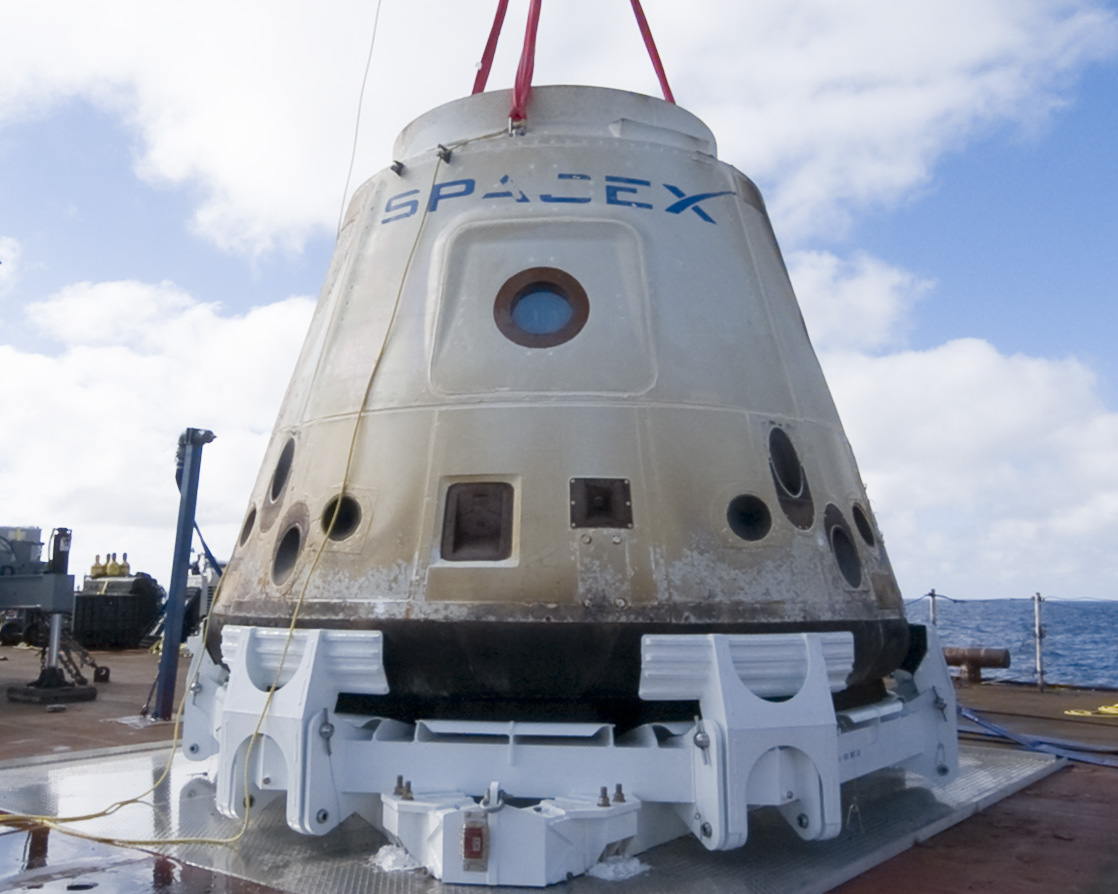
回収されたドラゴン宇宙船（2010年）

2010年12月8日、無人の状態でドラゴンを地球周回軌道に投入する飛行試験が行われ、ドラゴンは地球を2周して無事に帰還した。これは民間の開発した宇宙船としては初の快挙となった。しかし、2010年にイーロン・マスクCEOは、有人型ドラゴンの計画は現在進行中であり、完了するにはまだ2～3年はかかると何度も発言している。
2012年5月22日、2度目の飛行試験が行われ、ランデブー試験の後、飛行4日目の25日についにISSとのドッキングを達成した。こちらも民間の開発した宇宙船としては初の快挙となった。
2012年10月8日、国際宇宙ステーション (ISS) への初の補給フライトが実施され、10月10日にISSとのドッキングに無事成功した。輸送物資を搭載してISSに接近したドラゴンは、ISSに滞在中の星出彰彦宇宙飛行士がロボットアーム操作を行い回収した。これまでISSへの補給ミッションにおいて成功実績を持つのは、アメリカ、ロシア、日本、欧州の各宇宙開発機構だけであった。これにより、民間企業が実際にISSに物資補給を行った初の事例となった。

## NASAとの協力関係

### 商業貨物輸送機の契約

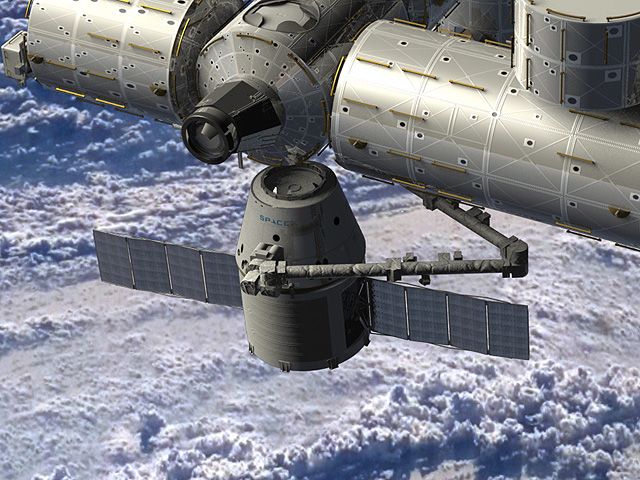
ISSにドッキングするドラゴン（2008年当時の想像図）

従来、ドラゴンはスペースX社によって商業軌道輸送サービス (COTS) 計画へ提出された提案の一部だった。この提案は、2006年3月3日、NASAに対し、ISSへ貨物と乗員を輸送する目的で行われた。COTS計画に提案を行ったスペースX社のチームは、ISSのカナダアーム2を製造したカナダのMDロボティックス社を含む複数の企業から構成されていた。
2006年8月18日、NASAは、スペースX社がキスラー・エアロスペース社と共にISSへの貨物打ち上げサービスの開発企業として選ばれた事を発表した。当初の計画ではスペースX社のドラゴンカプセルは2008年から2010年の間に3回の実証飛行を行う事になっていた。スペースX社はNASAが設定したマイルストーンを全て完了した場合、総額2億7800万ドルをNASAから受け取る予定だった。キスラー社はNASAに対する義務を果たす事に失敗し、契約は2007年に打ち切られた。NASAは競争入札の終了後に、キスラー社に割り当てられていた予算を使って別企業と再度契約する事を決めた。2008年2月19日、NASAは新しい勝者としてオービタル・サイエンシズを選んだと発表した。
NASAは2008年12月23日にスペースX社と貨物輸送契約に調印した。これは最低20,000キログラム（44,000ポンド）の貨物を12回の打ち上げでISSへ輸送する、という総額16億ドルの契約であり、オプションとして最大31億ドルにまで増える可能性がある。

### 商業クルー輸送機の開発 (CCDev) 契約

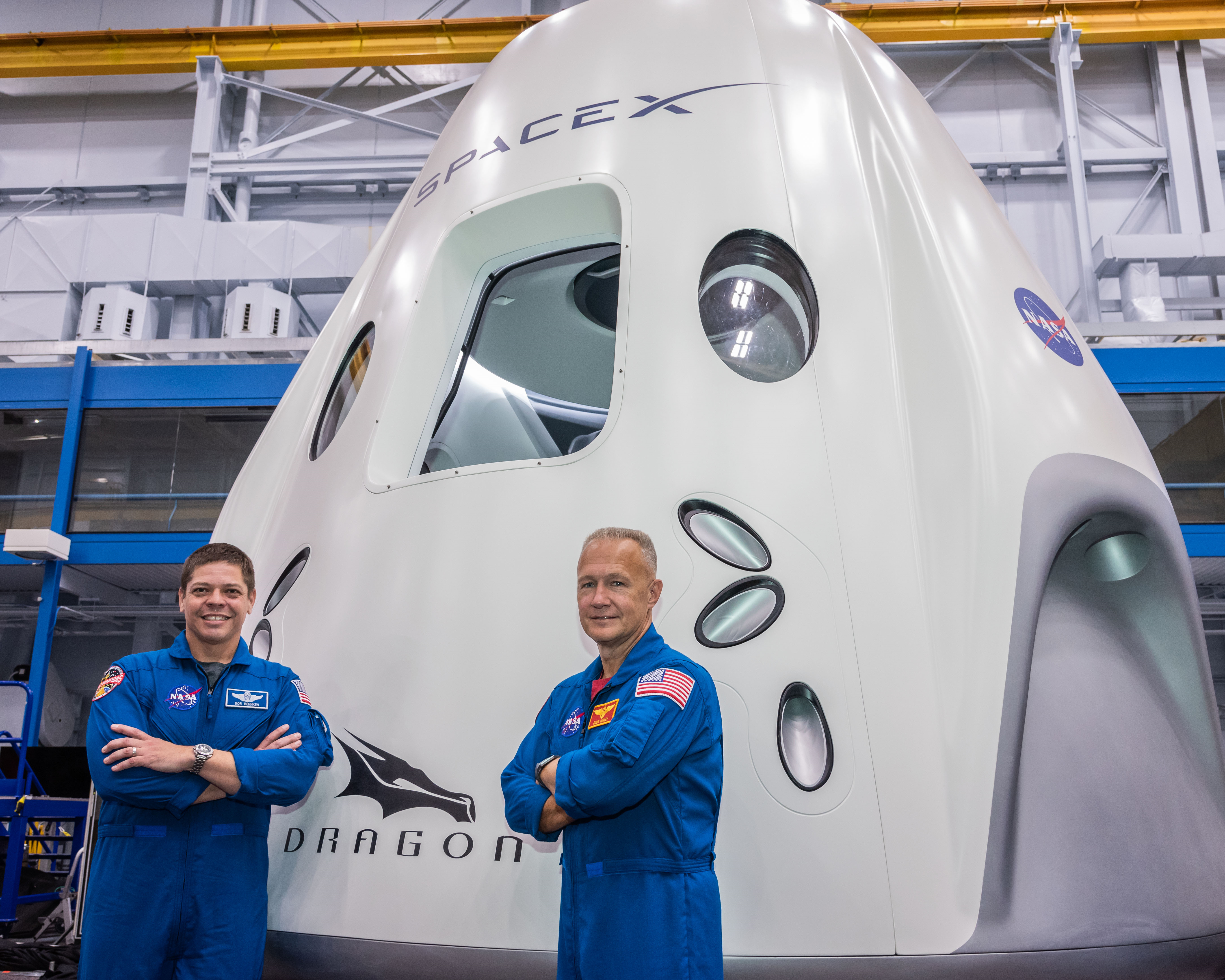
有人型ドラゴンと宇宙飛行士（2018年）

2010年12月にスペースX社は、シャトルの退役後にISSへの宇宙飛行士の輸送を行うという、NASAの商業クルー輸送機の開発 (Commercial Crew Development: CCDev) 計画への提案を提出した。CCDev-2契約の下で、同社はドラゴン宇宙船の、統合型の緊急脱出システムの開発を提案した。この提案では、従来の有人打ち上げで使われていた、機体頂部に装備したロケットによる推力で全体を引っ張り上げる牽引式ではなく、宇宙機の下側に装備したロケットで押し上げるタイプを採用した。この方式の利点は、機体と一緒に帰還するため再使用が可能であり、また上昇時の分離箇所がひとつ減るため、ミッションコストの低減とクルーの安全性向上に寄与する。また着陸時にこのロケットを逆噴射できる可能性がある。この場合は、パラシュートを予備の着陸システムに使うことができる。有人型ドラゴンとファルコン9の開発費用は、8億ドルから10億ドルになると見積もられている。
2011年4月にNASAは、CCDev-2計画の下で、スペースX社がサイドマウントタイプの緊急脱出システムと、クルー搭乗カプセルの開発のために7500万ドルの契約を受注したことを発表した。NASAは2016年までに、ISSへの商業クルー輸送機の飛行実施を目指している。スペースX社の緊急脱出システムは、2011年10月にNASAから基本設計の承認を得た。2012年1月、スペースX社は着陸と緊急脱出に使われるスーパードラコロケットの長秒時燃焼試験に成功した。
2014年9月16日にNASAは、CCDevの第4ラウンドにあたるCCtCAP (Commercial Crew Transportation Capability) プログラムへの参加企業としてボーイング社とスペースX社の2社を選んだと発表した。この契約では、NASAからボーイング社に42億ドル、スペースX社に26億ドルの資金が提供され、NASAの宇宙飛行士を最低1人搭乗させた有人宇宙飛行を最低1回実施してその性能を証明することが定められている。 スケジュールは度々延期されたが、スペースXは2020年5月に新型ドラゴンによる初の有人宇宙飛行を達成した。

## 打ち上げ記録

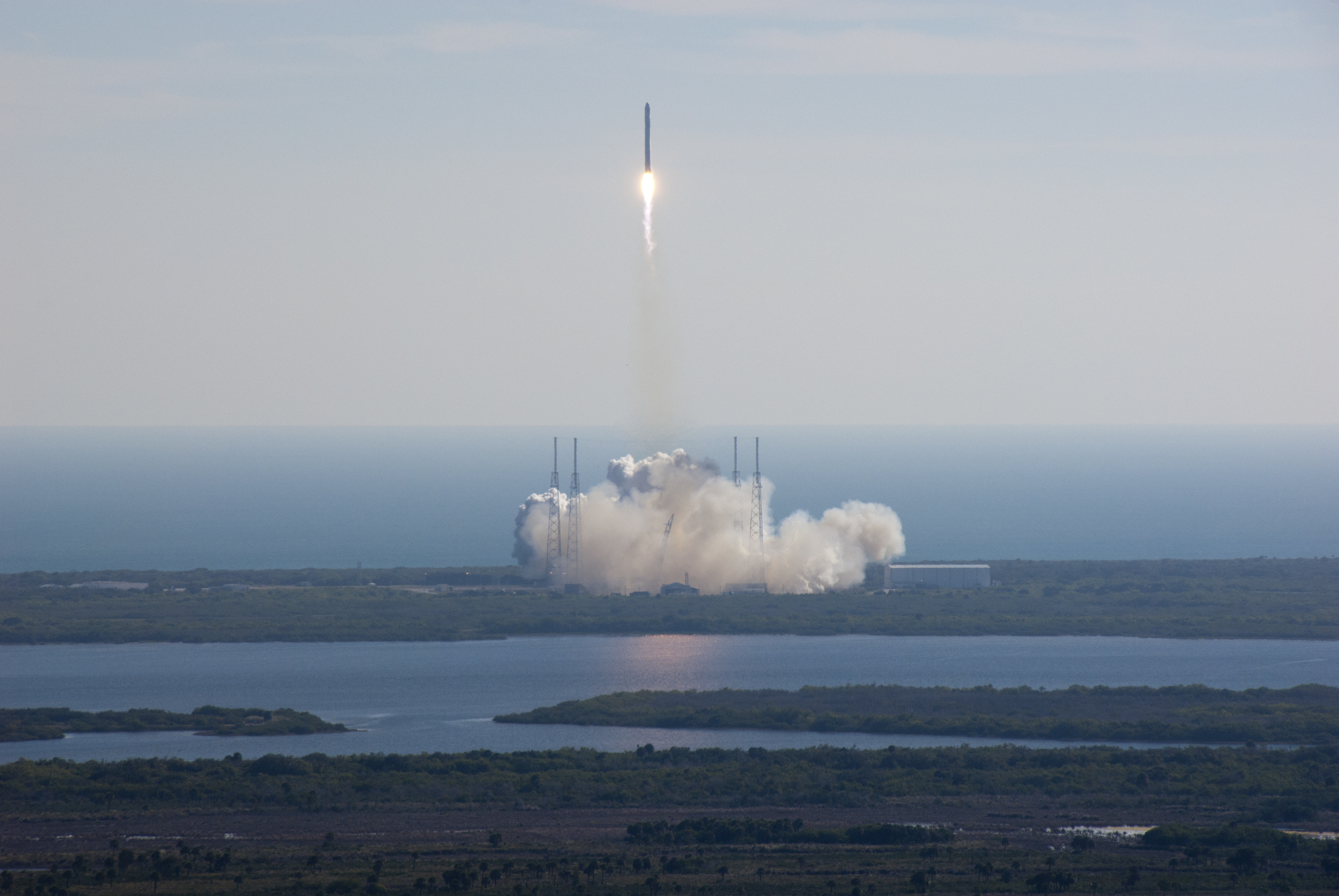
ファルコン9によるドラゴンの初打ち上げ（2010年12月8日）

### 初飛行
2010年12月8日、無人のドラゴンを乗せたファルコン9ロケットがケープカナベラル空軍基地からスペースXによるCOTS実証飛行1回目として打ち上げられた。打ち上げは成功し、打ち上げから約10分後にドラゴンカプセルはロケットから分離された。軌道離脱噴射の前に、高度約300kmで3時間の軌道変更試験が実施され、ドラゴンは再突入コースへ入りメキシコから約800km沖の太平洋上に着水した。スペースX社の社長であるグウィン・ショットウェル (Gwynne Shotwell) は、この飛行がNASAのCOTS契約に基づく3回の飛行試験の1回目であることを明らかにした。NASAはこの飛行の成功を喜んだが、ドラゴンの安全性が証明されるまでISSへのドラゴンの接近を認めない方針を維持した。
この飛行においてドラゴンカプセルは乗員も実用的な貨物も輸送しなかったが、スペースX社のチームは小型の衛星と秘密のペイロードを打ち上げていた。飛行が成功した後、秘密の貨物は円盤状のLe Brouèreチーズ（英語版）である事を明らかにした。これはイギリスのコメディシリーズ『空飛ぶモンティ・パイソン』の「チーズショップスケッチ」に敬意を表したものだが、スペースX社のCEOは着水後に行われた記者会見まで、同社の偉業が茶化されるのを恐れてこの貨物の内容を明らかにしなかった。

### 打ち上げの一覧
| 打ち上げ日     | ミッション名        | 搭載物 | 結果 | 備考 |
| -------------- | ------------------- | --- | ---- | --- |
| 2010年12月8日  | COTS Demo Flight 1  | なし。秘密の貨物として円盤状のLe Brouèreチーズが積まれていた。 | 成功 | 最初のドラゴンの飛行。ファルコン9の2度目の飛行。 |
| 2012年5月22日  | COTS Demo Flight 2+ | ISS補給物資、実験装置など520kg。 | 成功 | 宇宙船として最初の使用。ISSへの最初のドッキング。 |
| 2012年10月8日  | SpX-1               | 行き: ISS補給物資、実験装置など453kg 帰り: 実験成果334kgとISS関連機器229kg | 成功 | 最初の商業補給サービス (Commercial Resupply Services, CRS)。打ち上げ中にファルコン9の第一段ロケットの圧力低下異常が発生したため、自動制御により8基のエンジンの燃焼時間を長くして予定通りの軌道に投入した。10月10日にISSに到着し、物資輸送に成功した。 |
| 2013年3月1日   | SpX-2               | 行き: ISS補給物資、実験装置など544kg 帰り: 実験成果とISS関連機器、合わせて1,043kg                                                                                                   | 成功 | 打ち上げ後、一時的に、複数のスラスターポッドの起動に失敗し太陽電池パネルの展開も失敗したが、その後復旧した、このため、ISS到着が当初予定の3月2日から3月3日に遅れた。3月26日に帰還。                                                                    |
| 2014年4月18日  | SpX-3               | 行き: ISS補給物資 (新しい宇宙服等)、実験装置 (船外実験装置OPALS, HDEV、ロボノート2の脚) など2,089kg 帰り: 実験成果とISS関連機器、合わせて1,800kgを予定。                            | 成功 | ロケットがファルコン9 v1.1に強化されたため、ISSへの運搬重量も増加。ドラゴンによる初の船外実験装置の運搬を実施。4月20日にISSに到着。5月18日に帰還。 |
| 2014年9月21日  | SpX-4               | 行き: ISS補給物資、NASA、JAXA実験装置 (船外実験装置ISS-RapidScat、3Dプリンター、20匹のネズミと飼育装置、小型衛星SpinSatと小型衛星放出機構Cyclops) など2,216kg 帰り: 1,486kgを回収。 | 成功 | ファルコン9 v1.1 (着陸脚は装備せず) で打ち上げ。9月23日にISSに到着。10月25日に帰還。 |
| 2015年1月10日  | SpX-5               | 行き: ISS補給物資、NASA実験装置 (船外実験装置CATS、超小型衛星) など2,317kg。 | 成功 | ファルコン9 v1.1 (着陸脚装備) で打ち上げ。1月12日にISSに到着。2月10日に帰還。 |
| 2015年4月14日  | SpX-6               | | 成功 | |
| 2015年6月28日  | SpX-7               | | 失敗 | ロケット第2段が打ち上げから139秒後に爆発。ドラゴン宇宙船は爆発後も機能を維持していたが、パラシュートが大気圏再突入以外での展開を想定しておらず、海面に激突して破壊された。                                                                            |
| 2016年4月8日   | SpX-8               | 行き: BEAMモジュール | 成功 | ファルコン9 v1.1 FTでの初打ち上げ。 |
| 2016年7月18日  | SpX-9               | 行き: IDA-2 | 成功 | |
| 2017年2月19日  | SpX-10              | | 成功 | ケネディ宇宙センターLC-39Aからの初打ち上げ。 |
| 2017年6月3日   | SpX-11              | | 成功 | ドラゴン宇宙船の初めての再使用。2014年のSpX-4で回収された機体が再使用された。 |
| 2017年8月14日  | SpX-12              | | 成功 | 新品のドラゴン宇宙船の最終飛行。以後は全て回収した機体を再使用して飛行。 |
| 2017年12月15日 | SpX-13              | | 成功 | ファルコン9の再使用によるドラゴン宇宙船の初打ち上げ。 |
| 2018年4月2日   | SpX-14              | | 成功 | |
| 2018年6月29日  | SpX-15              | | 成功 | |
| 2018年12月5日  | SpX-16              | | 成功 | |
| 2019年5月4日   | SpX-17              | | 成功 | |
| 2019年7月24日  | SpX-18              | | 成功 | 同じ宇宙船の初めての3度目の再使用。 |
| 2019年12月5日  | SpX-19              | | 成功 | |
| 2020年3月7日   | SpX-20              | | 成功 | 初期型のドラゴン宇宙船の最後のミッション。 |

## 派生型

### ドラゴン2

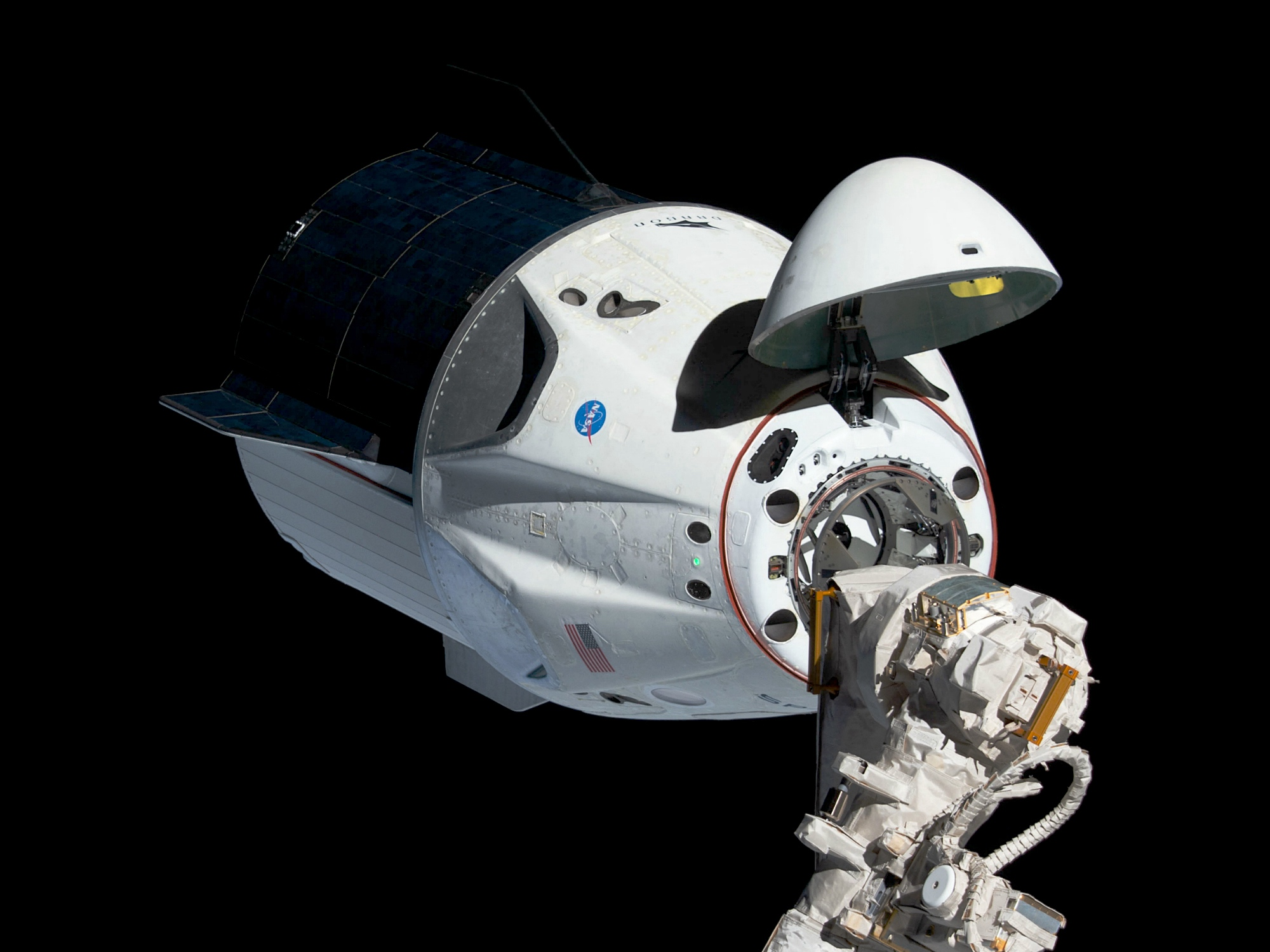
ISSに接近するドラゴン2

ドラゴン2は、NASAのCCDev計画に基づき有人宇宙船として開発されたドラゴン宇宙船の新バージョンである。ドラゴンV2やクルー・ドラゴン、ドラゴンライダーといった名称も用いられる。 元々は有人型ドラゴンと呼ばれていた機体であり、2014年5月に現在の名称が明らかにされた。初期型ドラゴンの後継として無人の物資補給にも用いられる。2019年3月に無人での初飛行を、2020年5月に有人での初飛行を達成した。
ドラゴン2には最大7名の乗員が搭乗可能となる。8基のスーパードラコロケットエンジンを装備しており、これは打上時の緊急脱出に使用される。着陸方法としては、無人貨物型と同様にパラシュートを使っての洋上着水が計画されている。当初はロケットエンジンを使って地上へ軟着陸することも計画されていたが、これは後に技術上の問題から断念された。

### レッド・ドラゴン

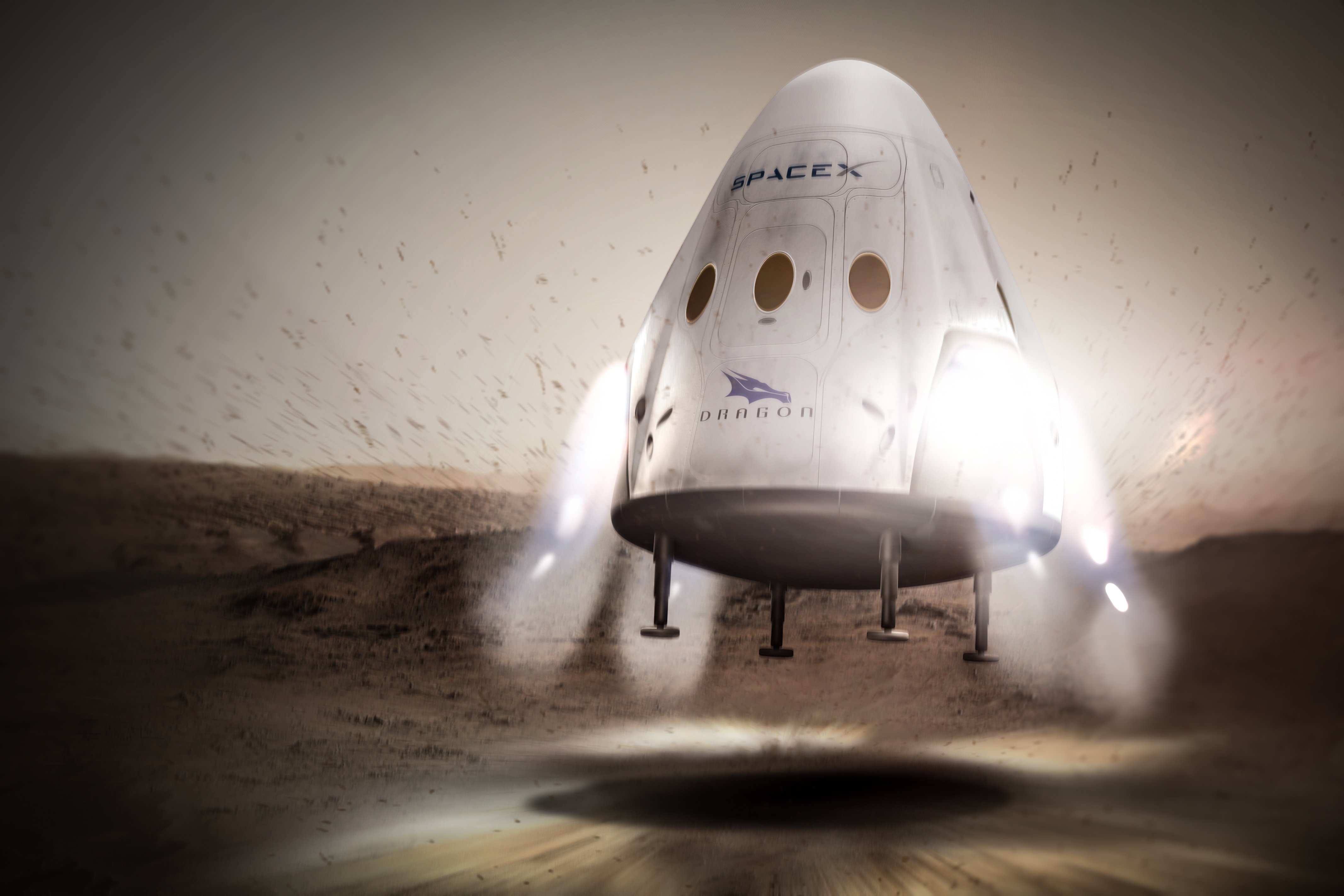
火星に着陸するドラゴン宇宙船（想像図）

レッド・ドラゴンは、火星飛行用に開発が進められていたドラゴン2宇宙船の派生版である。打ち上げには超大型ロケットのファルコンヘビーが想定されていた。2018年の打ち上げを目指し開発が進められていたが、ドラゴン2のロケットエンジンによる軟着陸が断念されたことで開発は中止となり、BFR（後のスターシップ）に置き換えられたとみられている。

### ドラゴンXL
ドラゴンXLは、2024年の建設開始が予定されている月軌道プラットフォームゲートウェイ (LOP-G) への物資補給に用いるべくNASAとの契約の下で開発が進められている新たな無人補給船である。超大型ロケットのファルコンヘビーで打ち上げる想定で、LOP-Gに5t以上の物資を運ぶ能力を持つ。既存のドラゴン宇宙船とは異なり、大気圏再突入の能力は持たない。

## 構成・諸元
主要諸元
- 完全回収型カプセル部
  - 高さ 2.9 m
  - 底面直径 3.6 m
- 再突入時に分離されるトランク部
  - 高さ 2.3 m
  - 直径 3.6 m
- 拡張タイプのトランク部（オプション）
  - 高さ 4.3 m
  - 直径 3.6 m

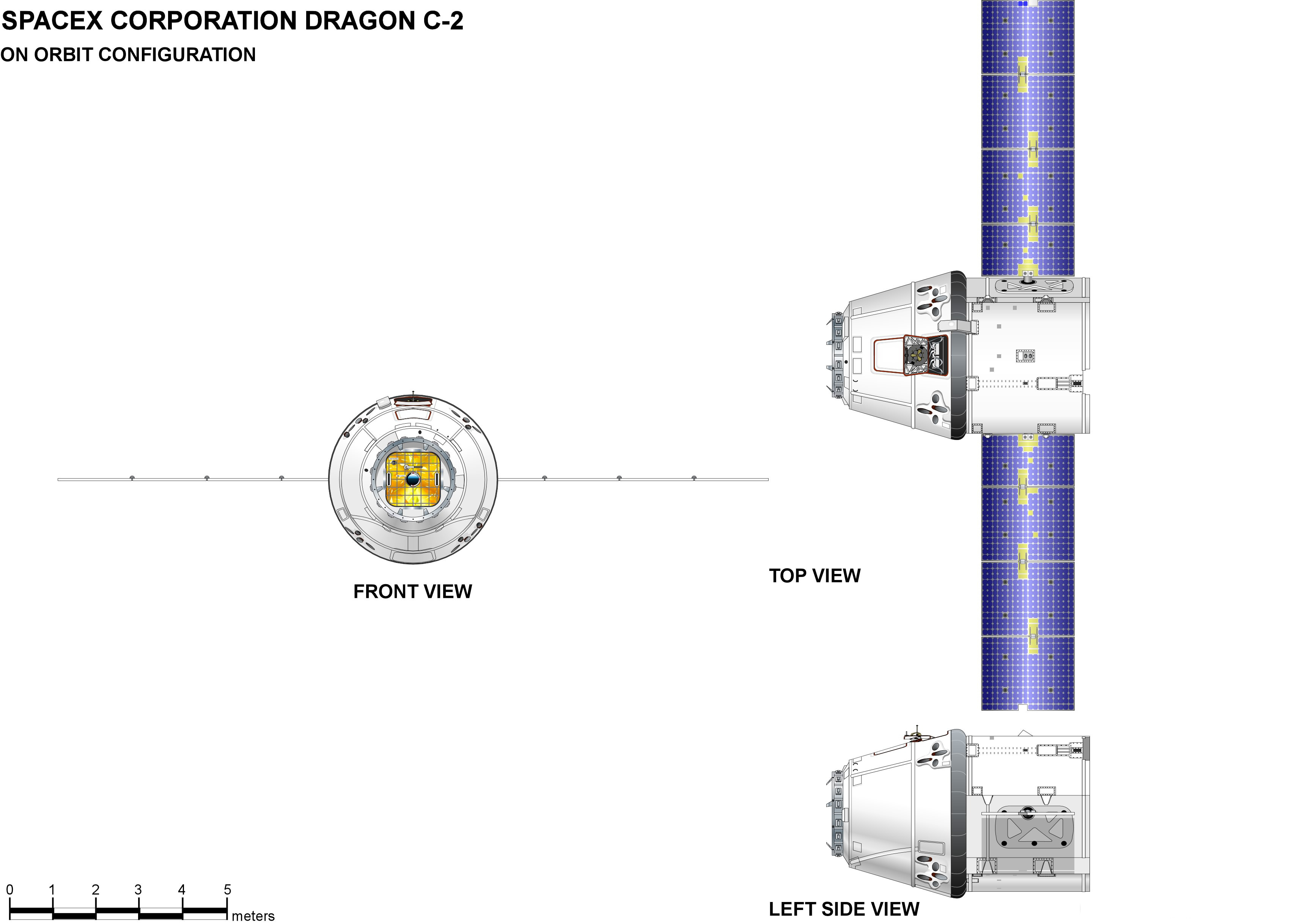
ドラゴン宇宙船の三面図

- カプセル部、トランク部合わせて 6,000kg の貨物打上能力（低周回軌道）（ISS軌道の場合は3,310kg）
- カプセルで回収できる貨物重量最大 3,000kg
- ペイロード搭載部の容積
  - カプセル与圧部 10 m3
  - トランク非与圧部 14 m3
  - 拡張タイプのトランク（オプション）非与圧部 34 m3
- 共通結合機構
- ドラコ (ロケットエンジン)（ハイパーゴリック推進剤）姿勢・軌道制御ロケット 18基
- フェノール樹脂含侵炭素繊維アブレータ (PICA-X) 耐熱シールド
- ミッション可能期間 1週間から2年